# 10,5 cm FlaK 38
10,5 cm FlaK 38 var en tysk luftvärnskanon (Flugabwehrkanone) under andra världskriget. Den användes av Luftwaffe som statiskt luftvärn och av Kriegsmarine som luftvärn på kryssare och slagskepp under beteckningen 10,5 cm SK C/33.

## Varianter

### 10,5 cm SK C/33

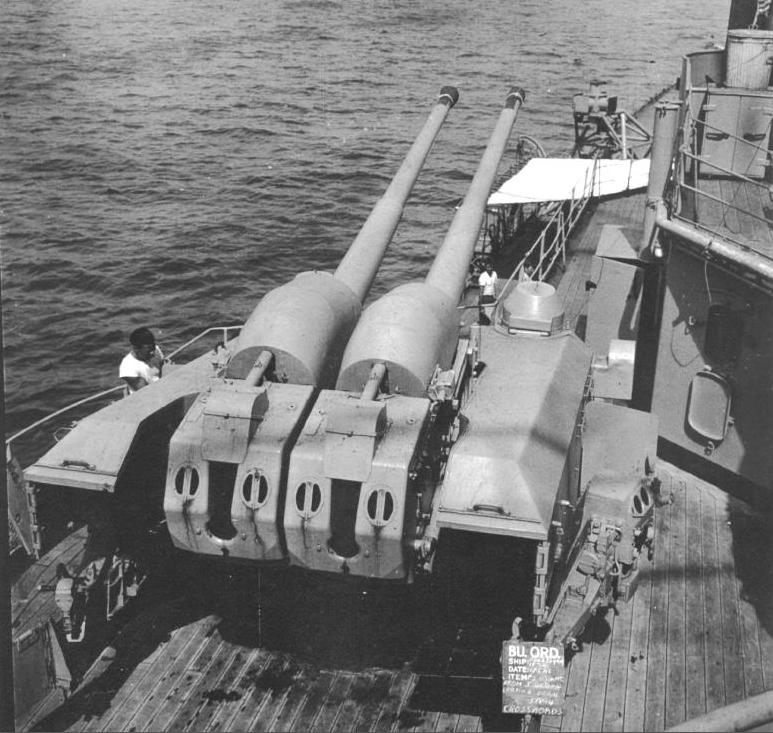
10,5cm SK C/33 luftvärnskanoner ombord på den tunga kryssaren Prinz Eugen fotograferade av US Navy inför atombombsprov under Operation Crossroads 1946

Kanonen började utvecklas 1933 av Rheinmetall som en luftvärnskanon i dubbelmontage för kryssare och slagskepp för att ersätta den mindre kanonen 8,8 cm SK C/31. Kanonen monterades i ett halvöppet dubbeltorn som var treaxligt stabiliserat. Kanonen hade godtagbar räckvidd, eldhastighet och verkan, men tornen var långsamma för att följa nya och snabbare flygplan. De halvöppna tornen visade sig ge ett dåligt skydd för den elektriska styrningen av tornet från regn och havsvatten, vilket skapade ett kontinuerligt underhållsproblem. Kanonerna användes på kryssare ur Deutschland-klass, Admiral Hipper-klass, slagskeppen ur Scharnhorst-klass och Bismarck-klass. Efter andra världskriget så kom kanonerna att användas på två franska jagare Guichen och Châteaurenault som var två italienska lätta kryssare Scipione Africano och Atilio Regolo som togs som krigsskadestånd 1948, den ursprungliga italienska beväpningen ersattes med tyska kanoner.

### 10,5 cm FlaK 38
Heereswaffenamt önskade en variant av den marina luftvärnskanonen men i enkelmontage på en korsformad lavett. I likhet med den marina pjäsen fick den ett elektriskt drivet riktmaskineri och hjälpladdare. Även om pjäsen från början var avsedd som en luftvärnspjäs för Heere så visade den sig vara betydligt klumpigare att hantera jämfört 8,8 cm FlaK 36 i fält för den ökade eldkraft den erbjöd, pjäsen kom i huvudsak att användas av Luftwaffe som luftvärn från fasta positioner. Det elektriska riktmaskineriet kom att visa sig problematisk och tvingade fram en ny version av pjäsen.

### 10,5 cm FlaK 39
Med ett nytt riktmaskineri och förbättrat eldledningssystem kom 10,5 cm FlaK 39 att bli den mest producerade version av pjäsen. Pjäsen kunde flyttas men en trailer Sonderanhänger 203 som bestod av två likadana enaxliga chassin som kopplades på i varsin ända av lavetten, dragfordon var den tunga halvbandvagnen SdKfz 8.